# Melocactus glaucescens
A Melocactus glaucescens a kaktuszfélék családjába tartozó növény. 
Akárcsak a Melocactusok nemzetségének többi tagjánál, ennél a fajnál is a növény tetején helyezkedik el a cephalium, amely egy gyapjas-sörtés rész, ahol sűrűn helyezkedik el a tövispárna, melynek megnevezése az areola. A növény virágai kizárólag ebből a részből fejlődhetnek ki.

## Élőhelye
A Melocactus glaucescens Brazíliában őshonos, endemikus faj. Természetes élőhelyén a sziklásabb területeket részesíti előnyben.

## Veszélyeztetettsége
E kaktuszfaj egyedeit elsősorban az olyan emberi tevékenységek veszélyeztetik, mint az ipar, a bányászat, illetve a mezőgazdaság. A növény veszélyeztetettségét élőhelyének fokozatos elvesztése okozza.